# 翁興昂
翁兴昂，（英語：Weng Sian Ang，1975年6月8日—）是一位生於新加坡的男演员。

## 个人背景

### 家庭
- 翁兴昂家中有父母。

## 经历

### 2010年：出道
因为演出电影《7 Days》而在电视圈立足，在新加坡参演不少脍炙人口的电视剧，例如《边缘父子》，《X元素》等。